# Paul Tortelier

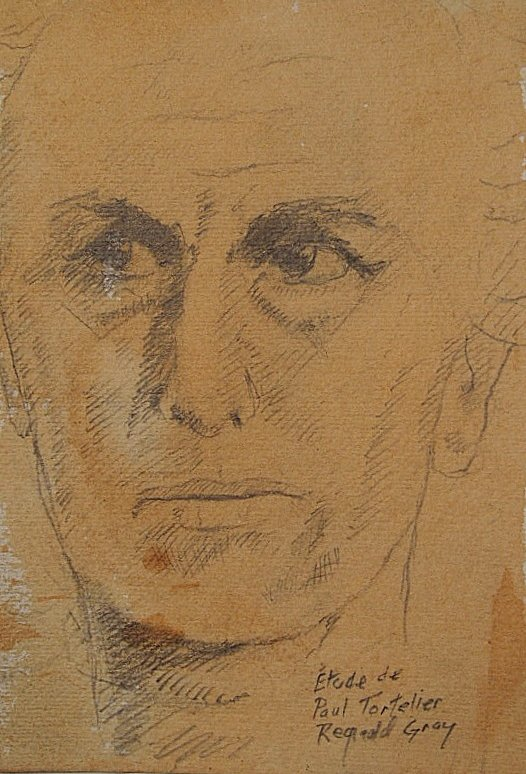
Zeichnung von Reginald Gray

Paul Tortelier (* 21. März 1914 in Paris; † 18. Dezember 1990 in Chaussy) war ein französischer Cellist, der sowohl als Interpret als auch als Pädagoge Weltruhm erlangte.
Torteliers Aufnahmen erschienen bei EMI und bei Erato, unter anderem Bachs Cellosuiten.
In der ersten Gesamtaufnahme der Orchesterwerke von Richard Strauss der Sächsischen Staatskapelle Dresden unter Rudolf Kempe war er der Solist in der Tondichtung Don Quixote.
Zu Torteliers Schülern zählt Jacqueline du Pré, deren Trauzeuge Tortelier bei ihrer Ehe mit Daniel Barenboim war.
Torteliers Sohn und Schüler Yan Pascal Tortelier ist ein international anerkannter Dirigent.

## Biografie
Tortelier wurde von frühester Kindheit an von seinen Eltern dazu angehalten Violoncello zu üben. Sein bretonischer Vater, von Beruf Zimmermann, spielte selber Violine und Mandoline. Seine Mutter liebte das Cello und wollte unbedingt ihren begabten Sohn zu einem Cellisten erziehen. So kam er schon mit zwölf Jahren ans Pariser Konservatorium in die Klasse von Louis Feuillard, später in die von Gérard Hekking, der sein wesentlich prägender Lehrer wurde. Im Alter von 16 Jahren erhielt er seine erste Auszeichnung und studierte anschließend drei Jahre Harmonielehre bei Jean Gallon, eine Lehrzeit, die durch den ersten Preis für Musikharmonielehre im Jahre 1935 gekrönt wurde.
in der Folgezeit trat er in das Orchestre Lamoureux ein, mit dem er zum ersten Mal als Solist mit dem Concerto für Violoncello von Édouard Lalo auftrat. Von 1935 bis 1937 war er Mitglied des Orchestre Philharmonique de Monte-Carlo, das in dieser Zeit von Arturo Toscanini und Bruno Walter geleitet wurde. Richard Strauss dirigierte in dieser Zeit in Monte-Carlo sein symphonisches Gedicht Don Quixote, bei dem Tortelier die Solo-Cello-Partie übernahm. Seither ist sein Name eng mit diesem Stück verknüpft, das er im Laufe seines Lebens bei vielen weiteren Gelegenheiten erneut spielte und auch aufnahm.
Im Jahre 1939 wurde er von Serge Koussevitzky eingeladen, als 3. Solocellist zum Boston Symphony Orchestra zu kommen. Nach dem Zweiten Weltkrieg kehrte er nach Frankreich zurück, wo er für zwei Jahre (1945–1946) 1. Solist der Société des concerts du Conservatoire wurde.
Tortelier wurde Freund, Bewunderer und Schüler von Pablo Casals, von dem er im Jahre 1950 als Chefcellist zum ersten Festival de Prades eingeladen wurde, einer Gedenkveranstaltung zum 200. Todestag von Johann Sebastian Bach. Dies trug wesentlich dazu bei, ihn weiter bekannt zu machen und seine Cellistenkarriere zu festigen. Tortelier wurde nun von zahlreichen Orchestern auf der ganzen Welt eingeladen; er bildete mit Arthur Rubinstein und Isaac Stern ein anhaltend berühmtes Trio.
Tortelier zeigte sich von den Idealen des 1948 gegründeten Staates Israel begeistert. 1955–56 verbrachte er mit seiner Familie ein Jahr im Kibbuz Maʿabbarōt und schrieb hier seine Symphonie d’Israël.

### Instrumentenbau
Paul Tortelier ist darüber hinaus der Erfinder einer besonderen Cellohaltung, wobei es beim Spielen vom Cellisten fast horizontal gehalten wird. Diese Position wird durch einen abgeknickten Stachel (Fußstütze) ermöglicht, der « Pique Tortelier » genannt wird.

### Professuren
Paul Tortelier war ein hochbegabter Lehrer. Er wurde im Jahre 1956 Professeur am Pariser Konservatorium, das er 1969 verließ, um an die Folkwanghochschule in Essen zu wechseln. Hier blieb er bis 1975. Am Konservatorium von Nizza lehrte er von 1978 bis 1980. In den siebziger Jahren gab er für die BBC eine Reihe von Meisterkursen, die große Erfolge wurden. Er erhielt im Jahre 1980 als erster Europäer die Ernennung zum Ehrenprofessor am Pekinger Konservatorium.
Tortelier starb im Alter von 76 Jahren am 18. Dezember 1990 an einem Herzinfarkt im Schloss Villarceaux, wo er einen Kurs für junge Musiker abhielt.
Seine Schüler waren unter anderem Philippe Muller, Anne Gastinel, Georg Pedersen, Hege Waldeland, Johann-Sebastian Sommer, Stefan Metz, Arto Noras, Frieder Lenz, Melissa Phelps, Michel Strauss, Jean Decroos, Jacqueline du Pré, Aisling Drury-Byrne, Aleth Lamasse, Gerhard Mantel, Solen Dikener und Raphaël Sommer.